# Villaviciosa de la Ribera
Villaviciosa de la Ribera es una localidad española que forma parte del municipio de Llamas de la Ribera, en la provincia de León, comunidad autónoma de Castilla y León.

## Geografía

### Ubicación
| Noroeste: Las Omañas | Norte: Pedregal                  | Noreste: Pedregal                    |
| Oeste: Ferreras      |                                  | Este: Santiago del Molinillo         |
| Suroeste Riofrío     | Sur: San Román de los Caballeros | Sureste: San Román de los Caballeros |

## Demografía
Evolución de la población
| Gráfica de evolución demográfica de Villaviciosa de la Ribera entre 2000 y 2024 |
|                                                                                 |
| Población de derecho (2000-2024) según el padrón municipal del INE              |